# Schmelzfalte
Schmelzfalten sind Falten im Zahnzement, die aus Zahnschmelz bestehen. Sie dienen auch nach dem Zerfall der obersten Zahnschmelzschicht für einen reibungslosen Kauvorgang. Zahnschmelzfalten treten bei Pferden, Kühen, Elefanten und anderen Tieren auf, die sich auf das Fressen von Gras usw. konzentrieren.